# Losgna luzonica
Losgna luzonica là một loài tò vò trong họ Ichneumonidae.